# Альтлусхайм
Альтлусхайм (нем. Altlußheim) — община в Германии, в земле Баден-Вюртемберг. 
Подчиняется административному округу Карлсруэ. Входит в состав района Рейн-Неккар.  Население составляет 5239 человек (на 31 декабря 2010 года). Занимает площадь 15,96 км².

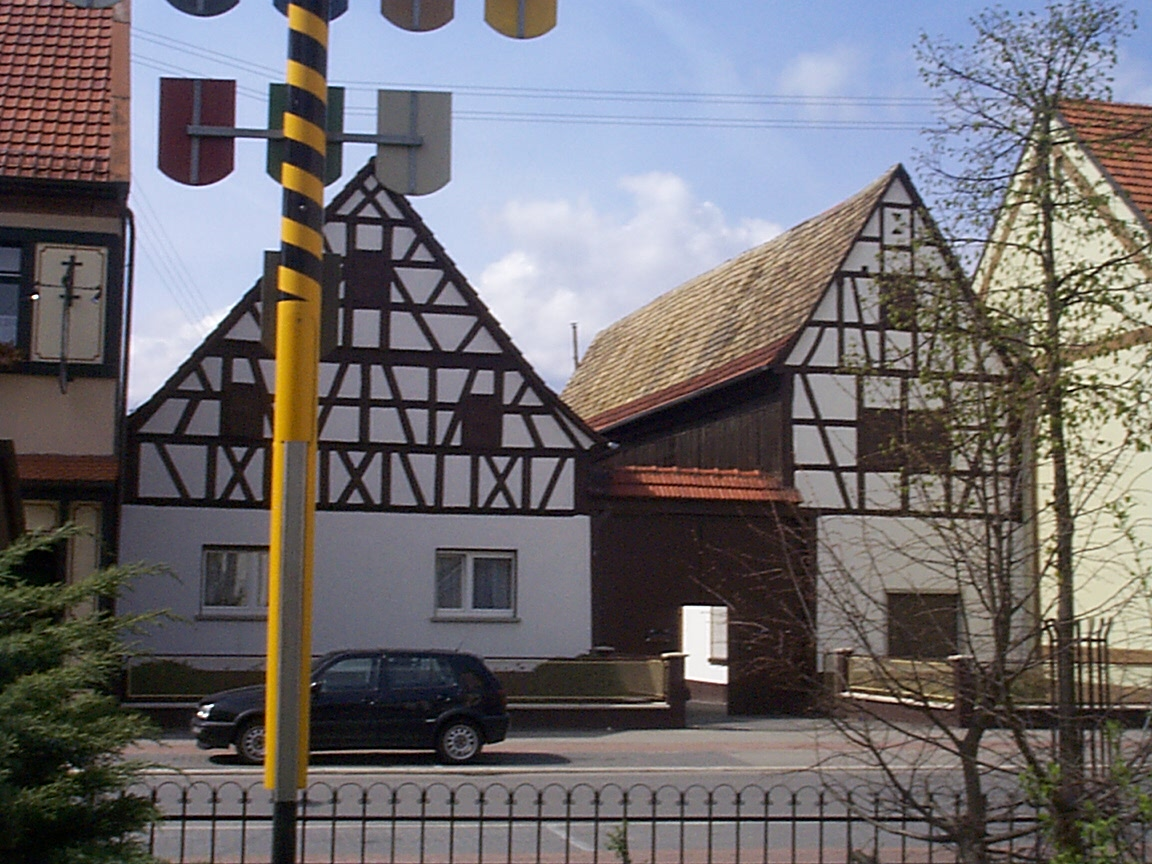
Альтлусхайм

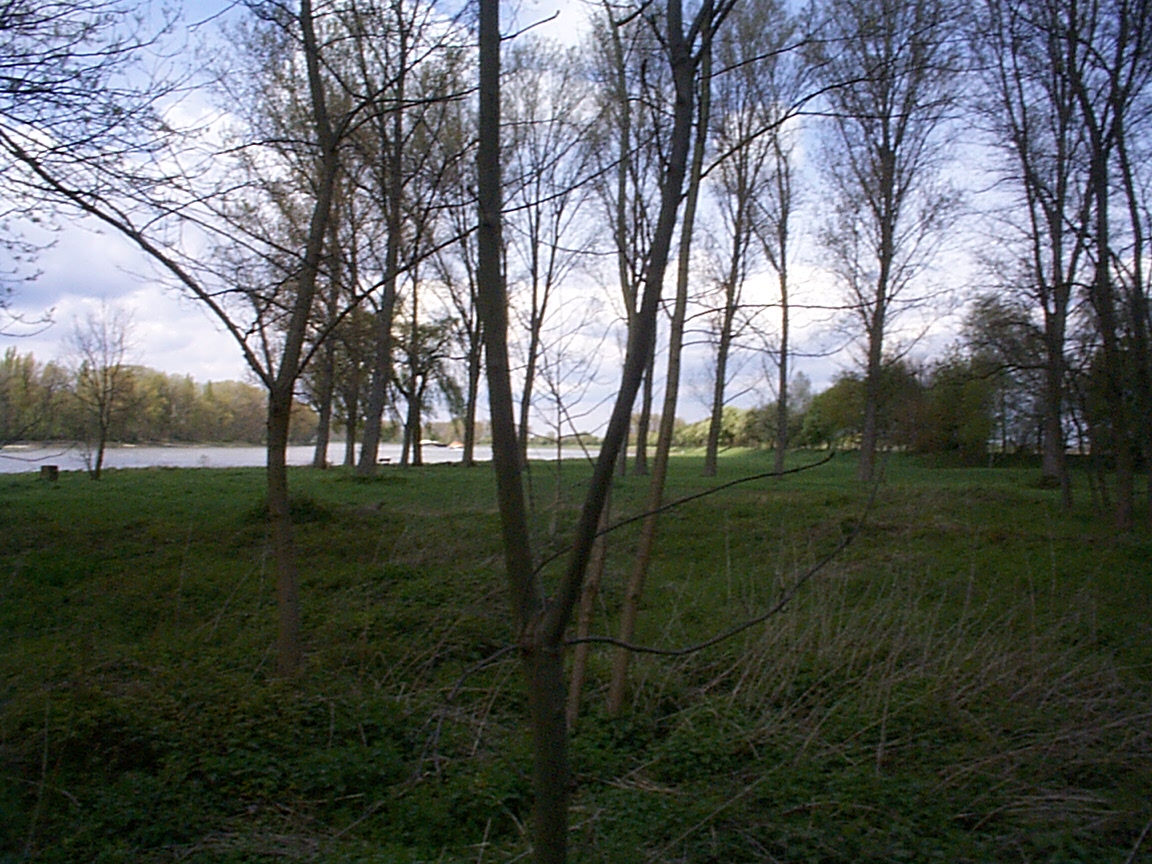
Альтлусхайм